# アントーニオ・ムーニョス・モリーナ
アントニオ・ムニョス・モリーナ（スペイン語: Antonio Muñoz Molina, 1956年1月10日 - ）は、スペイン・ウベダ出身の著作家。現在はアメリカ合衆国ニューヨーク在住。1995年からスペイン王立アカデミーの正会員。

## 経歴
ハエン県ウベダに生まれた。グラナダ大学で美術史を、マドリード・コンプルテンセ大学でジャーナリズムをそれぞれ学び、公務員として働いた後、1984年から執筆を開始し、以後多くの著名な文学賞を受賞している。2004年から2005年はニューヨークのセルバンテス文化センターのディレクターを務めた。

## 邦訳作品
- 『鏡のある館』大河内健次訳、水声社、2021年

## 著書
- El Robinsón urbano, 1984.
- Diario de Nautilus, 1985.
- Beatus Ille, 1986. 
  - 『鏡のある館』大河内健次訳、水声社、2021年
- El invierno en Lisboa, 1987.
- Las otras vidas, 1988.
- Beltenebros, 1989.
- El jinete polaco, 1991.
- Los misterios de Madrid, 1992.
- Nada del otro mundo, 1993.
- El dueño del secreto, 1994.
- Las apariencias, 1995.
- Ardor guerrero, 1995.
- La huerta del Edén, 1996.
- Pura alegría, 1996.
- Plenilunio, 1997.
- Carlota Fainberg, 1999.
- En ausencia de Blanca, 2001.
- Sefarad, 2001.
- La vida por delante, 2002.
- Las ventanas de Manhattan, 2004
- El viento de la luna, 2006
- Días de diario, 2007
- La noche de los tiempos, 2009.